# La Peur (film, 2015)
Pour les articles homonymes, voir La Peur.
Pour plus de détails, voir Fiche technique et Distribution.
La Peur est un film franco-québécois réalisé par Damien Odoul, sorti en 2015. Il est librement adapté du roman éponyme de Gabriel Chevallier (1930).

## Synopsis
Gabriel, jeune conscrit, rejoint le front en 1914. Il va vivre l’enfer des tranchées, et connaitre la peur qui ravage tous les soldats. Sorti vivant de cette terrible expérience, pleine de fureur et de sang, il va découvrir sa propre humanité.

## Fiche technique
- Titre original : La Peur
- Titre international : The Fear
- Réalisation : Damien Odoul
- Scénario : Damien Odoul, Loïc Gaillard, Aude Py, d'après le roman homonyme de Gabriel Chevallier
- Directeur de la photographie : Martin Laporte
- Montage : Marie-Ève Nadeau
- Musique : Colin Stetson
- Direction artistique : Michel Beaudet
- Décors : Anne Grenier
- Costumes : Henri Aubertin
- Production :
  - Producteur : Jean-Pierre Guérin, Gérard Lacroix, Claude Léger, Sylvain Proulx
  - Producteur délégué : Jean-Pierre Guérin, Gérard Lacroix
  - Producteur exécutif : François-Xavier Decraene, Jonathan Vanger
  - Coproducteur délégué : Claude Léger, Sylvain Proulx
- Sociétés de production : JPG Films, Tu Vas Voir, Transfilms, Les Productions de la peur (14-18) Inc., Indéfilms 3
- Société de distribution : Le Pacte (France - salles), Wild Bunch (distribution internationale)
- Pays d'origine :  France et  Canada
- Langue originale : français et occitan
- Format : couleur - 2,35:1
- Durée : 93 minutes
- Genres : historique, guerre, drame
- Dates de sortie :
  - France : 12 août 2015
  - Canada : septembre 2015 (Festival de Toronto)

## Distribution
- Nino Rocher : Gabriel
- Eliott Margueron : Bertrand
- Pierre-Martial Gaillard : Négre
- Yarrow Martin : Perreault
- Jonathan Jimeno Romera : La Gaufre
- Florian Collet : Blondin
- Patrick De Valette : Ferdinand
- Théo Chazal : Théophile
- Aniouta Maïdel : Marguerite
- Amélie Martinez : Joséphine
- Mathieu Billenne : le caporal chef
- David Bassaraba : Le Gros Oripot

## Production
Il a été tourné au Québec, plus précisément dans la ville de Nicolet à 140 km de Montréal. Le tournage a duré environ 30 jours.
Le film a la particularité d'être en français mais également en occitan, la langue maternelle des soldats originaire du tiers sud de la France.

## Distinction
- 2015 : Prix Jean-Vigo